# Wyżeł włoski szorstkowłosy
Wyżeł włoski szorstkowłosy – rasa psa należąca do grupy wyżłów, zaklasyfikowana do sekcji wyżłów kontynentalnych, w podsekcji psów w typie gryfona. Podlega próbom pracy.
Nazwa szorstkowłosego wyżła włoskiego "Spinone" została stworzona przez hrabiego de Ferrabone Delor w roku 1887. Wcześniej funkcjonowały nazwy "bracco spinoso" oraz "bracco spinone". "Spinone" jest słowem pochodzącym z Lombardii i określa psa o szorstkim włosie.

## Rys historyczny

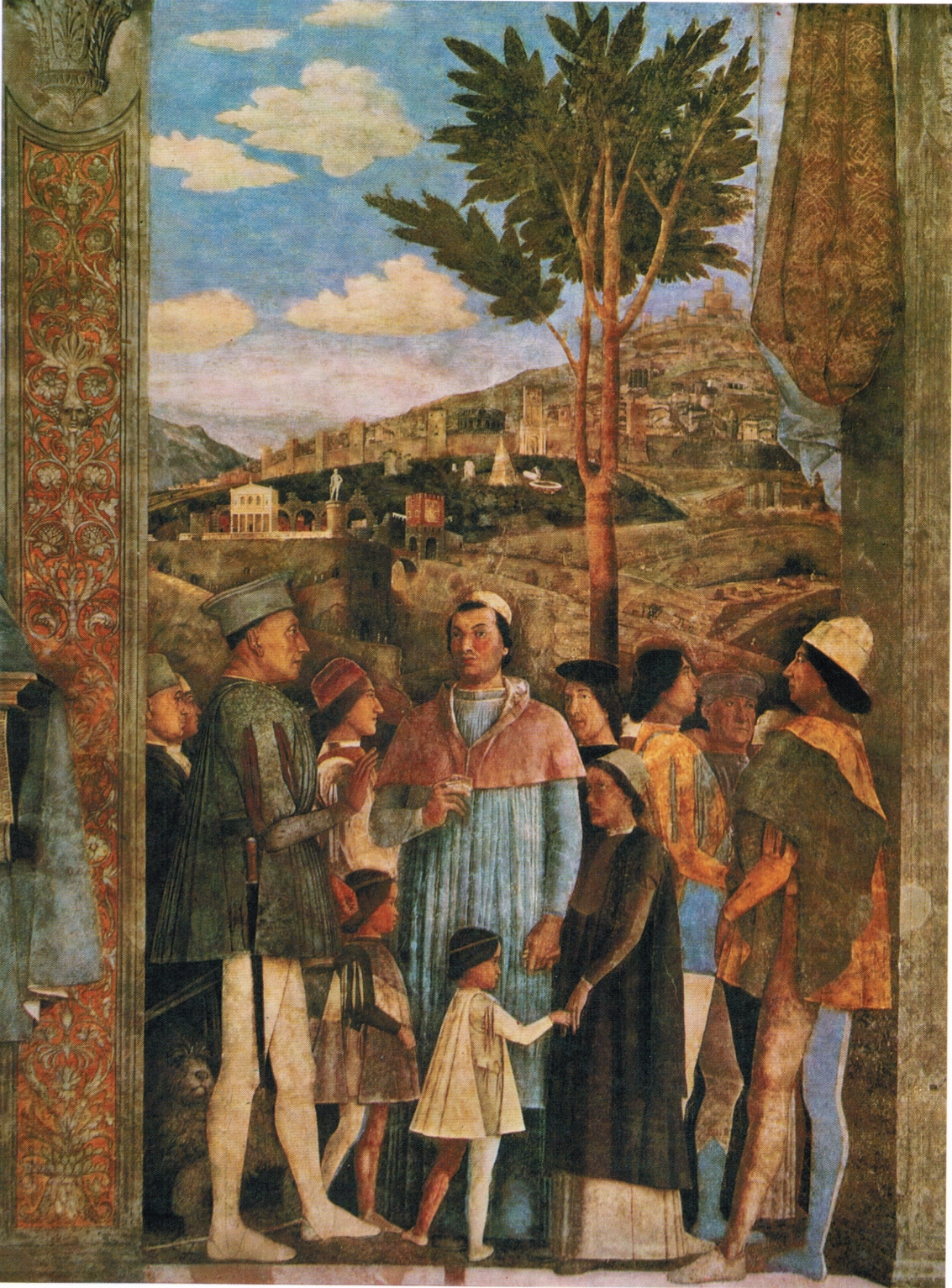
Pies w typie "Spinone" został uwieczniony na fresku średniowiecznego malarza Andrea Mantegna.

Psy w typie gryfona o włosie szorstkim, twardym i umaszczeniu białym z żółtymi łatami, występowały w południowej części Tyrolu. Określano je jako "cane da ferma spinoso", a Hans Räber przytacza wypowiedź barona von Rauch, mówiącą o pochodzeniu przodków tych psów z rejonów Vicenza, dokąd przybyli wcześniej z Dalmacji. Psy te były krzyżowane z wyżłami gładkowłosymi i posiadały naturalnie szczątkowy ogon. Zawsze występowały w umaszczeniu białym z żółtymi łatami, chodź przez myśliwych były preferowane osobniki białe.  Hodowane były do udziału w polowaniach głównie na kaczki i słonki.

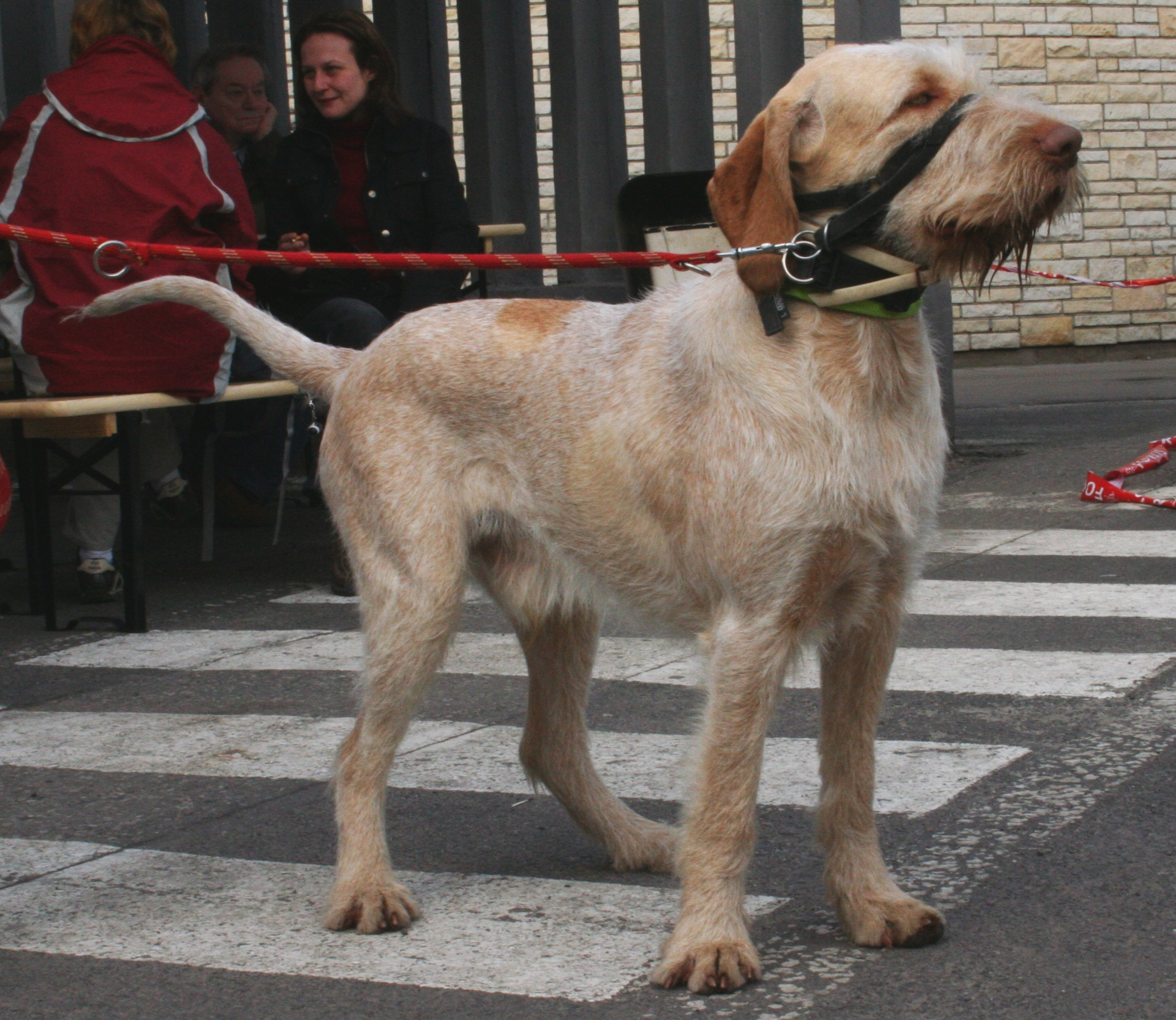
Wyżeł włoski szorstkowłosy na międzynarodowej wystawie psów rasowych w Katowicach – Spodku.

Oprócz południowych rejonów Tyrolu dawny typ Spinone występował także w Karyntii, Krainie, Bośni i Hercegowinie oraz na obszarze Krasu. W XVII i XVIII wieku wyżły te trafiły do Francji, gdzie mieszano je z barbetami oraz z psami gończymi.

## Wygląd

### Budowa
Włoski wyżeł szorstkowłosy ma ciało w formacie prostokątnym, o dobrze rozwiniętej muskulaturze.

### Szata
Według wzorca rasy "sierść jest sztywna, szorstka, ściśnięta i raczej położona, nie występuje podszerstek".

### Umaszczenie
Spotykane u tych wyżłów rodzaje umaszczenia to:
1. czysto białe
2. biało-brązowe
3. biało-pomarańczowe
4. białe nakrapiane (dereszowate) pomarańczowo lub kasztanowo

## Użytkowość
Wyżeł włoski szorstkowłosy jest wszechstronnym psem myśliwskim. Jest wytrzymały w pracy, sprawdza się jako aporter, także na terenach bagnistych.